# Samuel Bastien
Samuel Christopher Bastien (ur. 26 września 1996 w Meux) – kongijski piłkarz grający na pozycji środkowego pomocnika. Od 2024 jest zawodnikiem klubu Fortuna Sittard.

## Kariera klubowa
Swoją karierę piłkarską Bastien rozpoczynał w juniorach takich klubów jak: RFC Meux (2002-2006), UR Namur (2006-2009), Standard Liège (2009-2012) i RSC Anderlecht (2012-2014). W 2014 roku awansował do pierwszego zespołu Anderlechtu i 6 grudnia 2014 zadebiutował w nim w belgijskiej pierwszej lidze w przegranym 2:4 wyjazdowym meczu z Royalem Excel Mouscron, gdy w 46. minucie zmienił Youriego Tielemansa.
W sierpniu 2015 roku Bastien został wypożyczony z Anderlechtu do US Avellino 1912 grającego we włoskiej Serie B. W barwach Avellino swój debiut zaliczył 12 września 2015 w zwycięskim 2:0 domowym meczu z Modeną. W Avellino grał przez rok.
25 sierpnia 2016 Bastien został zawodnikiem AC ChievoVerona, który zapłacił Anderlechtowi kwotę 1,3 miliona euro. W Chievo zadebiutował 22 grudnia 2016 w przegranym 1:3 wyjazdowym meczu z Romą. Piłkarzem Chievo był przez dwa sezony.
W czerwcu 2018 roku Bastien przeszedł za 3 miliony euro do Standardu Liège. W nim swój debiut zanotował 27 lipca 2018 w wygranym 3:2 domowym meczu z KAA Gent.
| Sezon   | Klub            | Kraj   | Rozgrywki       | Mecze | Gole |
| ------- | --------------- | ------ | --------------- | ----- | ---- |
| 2014/15 | RSC Anderlecht  | Belgia | Eerste klasse A | 1     | 0    |
| 2015/16 | US Avellino     | Włochy | Serie B         | 31    | 2    |
| 2016/17 | AC ChievoVerona | Włochy | Serie A         | 12    | 1    |
| 2017/18 | AC ChievoVerona | Włochy | Serie A         | 21    | 1    |
| 2018/19 | Standard Liège  | Belgia | Eerste klasse A | 23    | 2    |
| 2019/20 | Standard Liège  | Belgia | Eerste klasse A | 26    | 4    |
| 2020/21 | Standard Liège  | Belgia | Eerste klasse A | 29    | 4    |

## Kariera reprezentacyjna
Bastien grał w młodzieżowych reprezentacjach Belgii na szczeblach U-19 i U-21. Z tą drugą wystąpił na Mistrzostwach Europy U-21 w Piłce Nożnej 2019. Następnie zdecydował się reprezentować Demokratyczną Republikę Konga. W reprezentacji Demokratycznej Republiki Konga zadebiutował 7 października 2021 roku w wygranym 2:0 meczu eliminacji do MŚ 2022 z Madagaskarem, rozegranym w Kinszasie.